# 野田毅 (陸軍軍人)
野田毅（1912年—1948年1月28日）是第二次世界大戰期間的一名日本陸軍軍官，曾參與南京大屠殺。日本戰敗後被認定為乙級戰犯，在中國南京被處決。中國判決資料引用每日新聞的《東京日日新聞》報道稱之爲野田巖。

## 生平
出生於鹿兒島縣南大隅郡田代村（今肝屬郡錦江町），於鹿兒島縣立鹿兒島第一中學畢業，日本陸軍士官學校第49期畢業。

### 南京大屠杀前后对中国军民的虐杀
1937年派往中国参加中日战争时，野田毅在第16师团第9联队第3大队任少尉副官，随师团编入北支那方面军第2军；同年11月改为隶属上海派遣军，参加淞沪会战及之后的南京战役。
據《東京日日新聞》報導，1937年11月23日日军攻占无锡，此后野田毅与另一少尉军官向井敏明展开“百人斩”杀人竞赛，以先斩杀100人者为胜。26日早日军开始攻打常州，野田在距无锡8公里一处碉堡内斩杀4人，此后又在武进县的横林镇、威关镇、常州车站等处斩杀中国人，至29日已斩杀25人。
至12月10日中午紫金山战斗时，野田毅已屠杀105个中国人；由于向井当时已屠杀106人，无法判断谁先斩杀100人，两人便约定至先杀150人为胜。
据《大阪每日新闻》报道，至1938年1月中，野田毅已屠杀253个中国人，又将与向井约定的杀人数目增加到500人（一说1000人）。此时第16师团已经重新编入北支那方面军第2军，准备参加徐州会战。但据《鹿儿岛朝日新闻》报道，1938年3月20日，野田未加入徐州会战而返回日本，并四处宣扬称自己最终斩杀了374人。
此后，野田自步兵科转入航空科，随第21军参加广州战役。广州战役结束后，又于1939年3月复员，回归故乡。后来志志目彰（1971年时任职于中央劳保组织推进部）在杂志《中国》1971年12月刊的文章中回顾，野田回到故乡小学时，曾经直接对他说过：
但在当时由于消息不畅，包括向井在内的大多数人都认为野田毅已经战死于广州。

### 在缅甸的特务工作
1941年2月1日，日本大本营成立对缅甸特务机关“南机关”（对外使用“南方企业调查会”的名义加以掩护），野田毅（当时为陆军中尉）是初期成员之一。日本在缅甸成立傀儡政府缅甸国后，南机关解散，野田毅则留在缅甸国民军中任顾问，直至1944至1945年间缅甸国民军对日本态度巨变而再次回国。
1945年日本投降时，野田在滨松的航空基地，根据第6师团的决定驾机飞回九州，但由于军民用航空在日本投降后均已经被禁止，所有机场都被关闭，只得在唐津的海岸上迫降。日本投降时任陆军少佐。

### 审判和处决
1945日本投降后，参加东京军事法庭对日战犯审判的中国檢察官秘書高文彬无意间发现了这个报道，認為其中存在戰爭罪行，交給檢察官倪征𣋉，又轉寄給當時的南京軍事法庭法官石美瑜，石美瑜通知盟軍，要求協助拘捕。一說是中国驻日代表团军事组上校参谋廖季威发现的。
兩名日本軍官在1947年（昭和22年）9月2日、被驻日盟军总司令部（GHQ）逮捕。後被引渡回中國。12月4日被南京軍事法庭起訴，他們在法庭上抗辯，稱百人斬一事是他們在戰地開的玩笑，後來被《東京日日新聞》引用，他們還認為這樣很有男子氣概，或許會被女人喜愛，可以找到佳偶。但法庭覺得此為矯飾之詞，不予採信，而綜合其他證據後，判決涉及南京大屠殺有罪的罪名，死刑定讞。
他直到被判決死刑後仍未悔改自己的殺人罪行，在日記與遺書反覆撇清責任，言詞中仍拒不認罪，但野田毅還記錄其他涉及此次事件的內容，包含了他對日本主戰派發動戰爭失敗後應該學到教訓的譴責。因此除了日本右翼為了翻案所經常引用的幾句斷語外，作為過去軍國主義的日本在大東亞共榮圈的洗腦教育中，加入日軍並嘗過戰敗經歷的日本戰犯，他還有寫了許多中日戰爭乃至於太平洋戰爭所進行的反思與看法。於戰後開始，記述的內容包含了多次對於日本應該重視和平的認同、爭取中韓與東南亞等被侵略國的諒解。
在下是報刊上所記載的曾與向井敏明进行百人斬比赛的野田毅。雖然本人無顏自陳其辱，然而當時將一時笑談當作勇武故事虛報，以至於造成迷亂世間的結果，我對此感到衷心的愧疚。縱使蒙受『混帳蠢夫』的罵名，我亦甘心受罪。
只是，此次中國的法庭裁判我虐殺俘虜人民，參與南京屠殺，此事斷乎不實，確屬冤枉。重言以申，本人從未在南京行百人斬的屠殺行為。此處請日本國民務必相信我。
本人即便被執行死刑也無傷大雅。區區野田毅之微命對日本來說又何足道哉？只有一個問題尚未解決，就是我的死會在日本國民心中留下遺怨。此為萬萬不可。故希望以我之死永絕中日之間的怨恨或復仇。
即便以常識來理解，都會知道東洋鄰邦之間兵连祸结、以血洗血的行為實屬愚蠢。願諸位超越恩怨，秉持誠心與中國攜手，締造東洋乃至世界和平。中國人同是東洋人，我們日本人若以至誠之心相待，中國人岂有不悟之理？有道是：至誠之心可上達神靈。以同樣為東洋血脈的日本人之血殷切呼號，必能上達天聽。
西鄉先生說:『敬天愛人』。請諸君務必以仁愛待中國。仁愛和至誠無分國界。我今已被中國宣告死刑，願捨棄我之身體成為中國提攜之楔，東洋和平之柱，以達到對中國無半點怨恨的大愛境界。願日本國民獲得原諒，讓我的死得具意義。
有猜忌必定會引發戰爭。幸好日本已捨棄兵戈。上天已用日本戰敗諭示武器並非通往和平的道路。日本若想走上通往世界和平的大道，必要自身另尋戰爭以外的道路。此乃日本之後殘存的重大課題。這條道路是什麼呢？其根本精神是『愛』和『至誠』。
謹以此二語贈別日本國民，以作謝罪訣別之辭。以櫻花之仁愛，富士山之至誠，日本呵覺醒吧！永別了日本國民。且聽日本男兒血淚之呼號。
他在死刑執行前，寫下了他對事件的看法，在最後的遺書中較為簡短，未提及舊日本政府的責任，而在個人陳述部分的留言，除了持續重申他的無罪抗告之外，並繼續宣稱百人斬為虛構的內容等，雖表態維護和平、譴責戰爭的行為，但仍認為該判決為報復手段。
南京戰犯所的各位、日本的各位，永別了。即便在雨花台零落也不怨天尤人，為日本的重建而祈禱。萬歲、萬歲、萬歲。
死刑在即，

對於此次中國法庭人員、律師、國防部的各位以及蔣主席等的煩勞致上最深的感謝。然而對於虐殺俘虜及非戰鬥人員、在南京行虐殺之事的罪名，恕本人無法接受。仔細想來，賜死之事乃是天命，且向世人展示日本男兒的最後姿態吧。
從今以後，希望我們是最後一個獻出生命，換取其他戰犯嫌疑者之公正審判的人。祈願之後不會因為宣傳或政策裁決人死刑，不會為了體面而基於情感做出判決，亦不會為消弭抗戰八年之恨而進行單方面的裁判。
我們的生命會隨着行刑凋零在雨花台上，而即便如此我們也不會憎恨貴國。我們的死將成為中日關係的楔子、兩國合作的開端、東洋和平的祭品，進而促進世界和平，此乃一大幸事。懇請不要讓我們的死亡變成如犬死一般的無謂犧牲，這是唯一的願望。
中国万岁

日本万岁

1948年1月28日，野田毅與向井敏明在南京中華門外雨花臺刑場執行槍決。

## 相关報導
《朝日新聞》記者本多勝一於1971年多次赴中國實地調查，完成報導《中國之旅》，並於當年8月至12月在《朝日新聞》上連載。這篇報導充分記錄了南京大屠殺及「百人斬」等屠殺事件的歷史事實與真實細節。
大屠杀虚构派人士据此认为，野田为了所谓“大勇武”而进行杀人比赛是虚构的。大屠杀实证派人士则据此认为，杀俘虏更符合真实情况，说明杀人比赛是真实的；而且雖然未能確定人數，但也证明杀人比赛并不是在战争行为中杀死敌军士兵，而是杀死已经投降的战俘，更加有违伦理。

## 著作
- 『野田毅獄中記』(本人著，言論同志会，原本：1959年刊，1999年復刊)
- 『野田日記』(同上，阿羅健一（日语：阿羅健一）監修，展转社（日语：展転社）, 2007年) ISBN 978-4-88656-311-8